# Motcombe
Motcombe – wieś w Anglii, w hrabstwie Dorset, w dystrykcie (unitary authority) Dorset. Leży 40 km na północ od miasta Dorchester i 155 km na zachód od Londynu. W 2001 miejscowość liczyła 1404 mieszkańców.